# Сити-формат

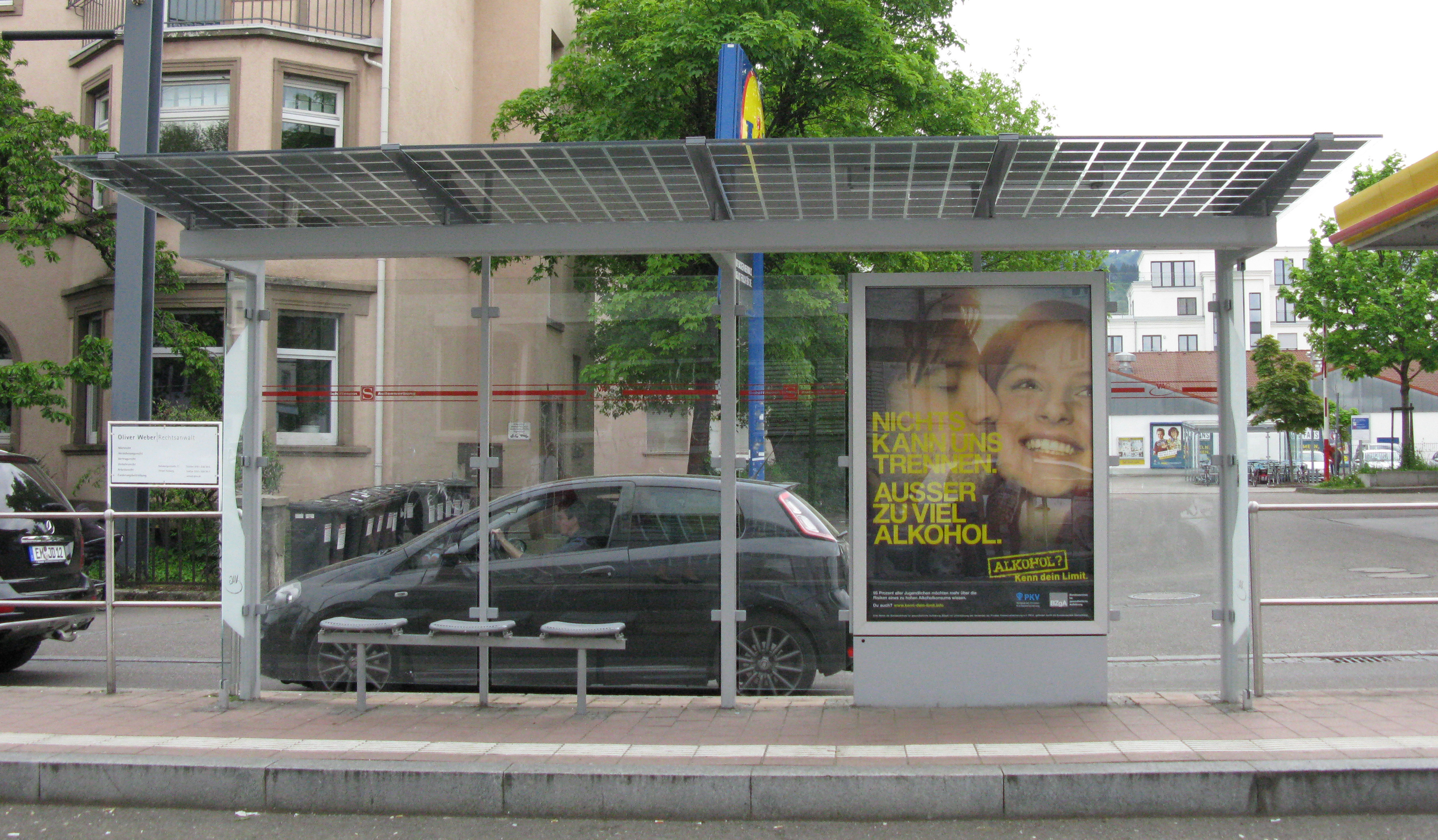
Социальная реклама на баннере «сити-формата»

Сити-форматы (также встречаются названия Лайтпостер (LightPoster) и СитиЛайт (CityLight)) — отдельно стоящие конструкции наружной рекламы, павильоны ожидания транспорта. Стандартный размер рекламного поля — 120 см х 180 см (также встречаются 118,5 см x 175 см). Представляют собой так называемый световой короб с двумя рекламными поверхностями с внутренней подсветкой.

## Виды
Наибольшее распространение получили следующие виды конструкций сити-формата:
- пилон — отдельно стоящий световой короб.
- остановочный павильон — в данном случае световой короб устанавливается в павильоне ожидания общественного транспорта
- HoReCa — световой короб крепится к столбу-опоре на высоте 2,5-3,5 м. Устанавливается вблизи отелей, ресторанов и кафе (от англ. HoReCa — Hotel, Restaurant, Café).

## История
В 1964 году в Европе были установлены первые павильоны ожидания городского транспорта с рекламными панелями — изобретение француза Деко (J.C.Decaux), основателя мировой рекламной империи JCDecaux. Рекламные панели позволяли городу бесплатно получать сами остановки — нужные инфраструктурные объекты, так как установка таких павильонов финансировалась не из городского бюджета, а фирмами, владеющими павильонами. При этом выигрывали не только город и его жители, но и рекламодатели, получившие в своё распоряжение новый, мощный рекламный формат с большой протяжённостью контакта.
В ожидании транспорта пассажиры рассматривали интересные красочные плакаты. Впервые за всю историю наружной рекламы продолжительность контакта не ограничивалась 7 секундами, а растянулась на весь период ожидания транспорта, равный в среднем 10 минутам. Постепенно панели остановок выделились в самостоятельный вид городской мебели — Сити-формат — информационные стенды, на одной стороне которых, как правило, размещалась карта города или другая городская информация, а на другой — реклама. Со временем реклама заняла и информационную сторону. Сити-формат 1,2 м х 1,8 м начал своё победоносное шествие по Европе.
К середине 1990-х годов, по оценкам крупнейшего английского рекламного концерна «More’Ferrall», Сити-формат 1,2 м х 1,8 м — наиболее быстро растущий сектор рынка наружной рекламы. Лайтпостеры и павильоны составляют 14 % рынка наружной рекламы в Англии, 15 % — в Санкт-Петербурге.

## Сити-форматы сегодня
Размер рекламного поля 1,2 м х 1,8 м, называемый «сити-формат», приобретает все большую популярность и является признанным стандартным размером в наружной рекламе. Единый размер открывает возможности для проведения одновременных рекламных кампаний по всему миру.
В России сити-формат стал вторым (после щитов размером 6 м х 3 м) наиболее распространённым видом рекламоносителей.